# هولی گریما
هولی گریما (انگلیسی: Hollie Grima؛ زادهٔ ۱۶ december ۱۹۸۳ (۴۱ سال)) ورزشکار بسکتبال اهل استرالیا است.
وی در مسابقات کشوری و بین‌المللی در مجموع برندهٔ ۲ مدال طلا، ۱ مدال نقره، ۱ مدال برنز شده‌است.